# 1682
Епоха великих географічних відкриттів •  Перша наукова революція • Річ Посполита •  Запорозька Січ •  Руїна

## Геополітична ситуація
Османську імперію очолює Мехмед IV (до 1687). Під владою османського султана перебувають Близький Схід та Єгипет, Середземноморське узбережжя Північної Африки, частина Закавказзя, значні території в Європі: Греція, Болгарія і Сербія. Васалами османів є Волощина та Молдова.
Священна Римська імперія — наймогутніша держава Європи. Її територія охоплює, крім німецьких земель, Угорщину з Хорватією, Богемію, Північну Італію. Її імператор — Леопольд I Габсбург (до 1705).
Габсбург Карл II Зачарований є королем Іспанії (до 1700). Йому належать Іспанські Нідерланди, південь Італії, Нова Іспанія, Нова Гранада та Нова Кастилія в Америці, Філіппіни. Королем Португалії формально є Альфонсу VI за регентства молодшого брата Педру II. Португалія має володіння в Бразилії, в Африці, в Індії, в Індійському океані й Індонезії.
Північ Нідерландів займає Республіка Об'єднаних провінцій. Вона має колонії в Північній Америці, Індонезії, на Формозі та на Цейлоні. Король Франції — Людовик XIV (до 1715). Франція має колонії в Північній Америці. Король Англії — Карл II Стюарт (до 1685). Англія має колонії в Північній Америці, на Карибах та в Індії. Король Данії та Норвегії — Кристіан V (до 1699), король Швеції — Карл XI (до 1697). На Апеннінському півострові незалежні Венеціанська республіка та Папська область. Король Речі Посполитої — Ян III Собеський (до 1696) . Царями Московії стали Іван V (до 1696) та Петро I.
Україну розділено по Дніпру між Річчю Посполитою та Московією. Діють два гетьмани: Георге Дука на Правобережжі, Іван Самойлович на Лівобережжі. На півдні України існує Запорозька Січ. Існують Кримське ханство, Ногайська орда.
В Ірані правлять Сефевіди.
Значними державами Індостану є Імперія Великих Моголів, в якій править Аурангзеб, Біджапурський султанат, султанат Голконда, Імперія Маратха. В Китаї править Династія Цін. У Японії триває період Едо.

## Події

### В Україні
- Кошовим отаманом Запорізької Січі обрано Василя Олексієнка.
- На посаді кошового отамана Запорізької Січі Григорій Єремієв змінив Олексієнка.

### У світі

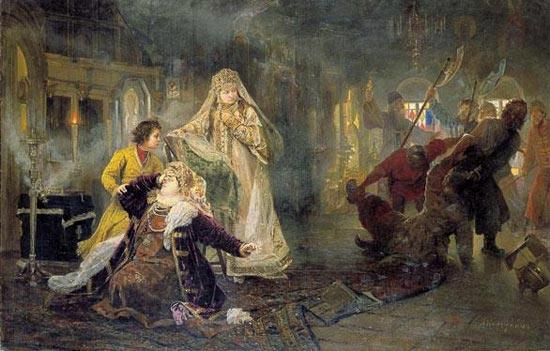
Стрілецький бунт. Стрільці захопили брата Наталії Наришкіної. Юний Петро I намагається розрадити матір, а Софія дивиться із втіхою.

- 12 січня рішенням Боярської думи в Московії скасовано місництво.
- 14 квітня на засланні в Пустозерську за рішенням церковного собору живцем спалено протопопа Аввакума Петровича — 62-річного засновника й очільника старообрядництва, який виступив проти реформ патріарха Никона.
- 7 травня, після смерті царя Федора Олексійовича, царем Московії було проголошено Петра I (син царя Олексія Михайловича від другого шлюбу з Наталією Наришкіною)
- 2 червня, після бунту стрільців у Москві, боярська Дума ухвалила рішення, затверджене Земським собором, що «першим» царем буде Іван V, а Петро I — «другим» царем.
- 8 червня московська царівна Софія, донька покійного царя Олексія Михайловича, стала регенткою при своїх малолітніх братах — 16-літньому Івані V та 10-літньому Петрі I
- У вересні військо Османської імперії розпочало похід на Європу, що завершився наступного року невдалою облогою Відня.
- 9 квітня французький мандрівник Рене Робер, лицар де Ла Саль оголосив території в басейні Міссісіпі французькими володіннями і назвав їх Луїзіаною — на честь короля Людовика XIV
- 6 травня французький король Людовик XIV переніс свою резиденцію з Парижа до Версаля.
- Вільям Пенн заснував у Пенсильванії колонію квакерів.
- Негусом Ефіопії став Йясу I Великий.

### Наука
- Почав виходити перший науковий журнал Acta eroditorum
- Поява в небі комети, яку згодом назвали кометою Галлея. Едмонд Галлей передбачив її повернення в 1758-му.

## Народились
- 15 квітня — Катерина I, російська імператриця (з 1725 р.)
- 17 червня — Карл XII, король Швеції (1697–1718 рр.)

## Померли
див. також Категорія:Померли 1682
- 7 лютого — Михайло Дзик, ректор Києво-Могилянської академії у 1655—1657 та 1662—1665 рр.
- 3 квітня — у Севільї у віці 64 років помер іспанський живописець Бартоломео Естебан Мурільо
- 14 квітня — Аввакум Петрович, протопоп, заживо спалений .
- 12 липня — Жан Пікар, французький астроном (пом. 1620).
- 23 листопада — у Римі у віці 82 років помер Клод Лоррен (справжнє прізвище Желле)